# توني بلير
توني بلير (بالإنجليزية: Tony Blair)‏ (6 مايو 1953 -)، رئيس وزراء المملكة المتحدة من عام 1997 إلى عام 2007 وذلك لثلاث فترات رئاسية متتالية، كما رأس حزب العمال منذ عام 1994 ولغاية 2007. عندما تولى الحكم في 2 مايو 1997 لم يكن قد أكمل عامه الرابع والأربعين (أكمله يوم 6 مايو 1997)، وهو بذلك أصغر من تولى منصب رئيس الوزراء منذ عهد روبرت جنكنسون الذي تولى الحكم عام 1812، وفي مايو 2010 حطم ديفيد كاميرون رقمه لأنه كان أصغر من سن الرابعة والأربعين بعدة أشهر عندما تولى منصب رئيس الوزراء. شغل أيضاً عدة مناصب منها اللورد الأول للخزنة، ووزير الخدمة الشعبية، وعضو البرلمان البريطاني لمنطقة سيجفيلد في شمال شرق إنكلترا.
ولد بلير في إدنبرة، كان والده ليو محاميًا بالقضاء العالي وأكاديميًا. بعد التحاقه بكلية فيتس المستقلة، درس القانون في كلية سانت جونز، أكسفورد، وأصبح محاميًا بالقضاء العالي. انخرط في السياسة العمالية وانتخب عضوًا في البرلمان عن سيجفيلد في عام 1983. أيد نقل الحزب إلى مركز السياسة البريطانية في محاولة لمساعدته على الفوز بالسلطة (كان الحزب خارج الحكومة منذ عام 1979). وعين في الجبهة الأمامية للحزب في عام 1988 وأصبح وزير الداخلية في حكومة الظل عام 1992. أصبح زعيم المعارضة بعد انتخابه زعيمًا لحزب العمال في عام 1994، بعد الموت المفاجئ لسلفه، جون سميث.
في عهد بلير، استخدم الحزب عبارة «حزب العمل الجديد» لينأى بنفسه عن سياسات حزب العمال السابقة والفكرة التقليدية للاشتراكية. وعلى الرغم من معارضة اليسار في حزب العمال، فقد ألغى البند الرابع، وهو الالتزام الرسمي للحزب بتأميم الاقتصاد، وإضعاف النفوذ النقابي في الحزب، والتزامه بالسوق الحرة والاتحاد الأوروبي. في عام 1997 حقق حزب العمال أكبر فوز ساحق في الانتخابات العامة في تاريخه. أصبح بلير أصغر زعيم في البلاد منذ عام 1812 وبقي في منصبه لفترة تعد الأطول في الحزب. فاز حزب العمل في انتخابين عامين أخريين تحت قيادته -في عام 2001، حقق فيها فوزًا ساحقًا آخر (وإن كان بأدنى نسبة مشاركة منذ عام 1918)، وفي عام 2005 مع انخفاض كبير في الأغلبية. استقال من منصب رئيس الوزراء وزعيم حزب العمل في عام 2007 وخلفه غوردون براون، الذي كان وزيرًا للخزانة منذ عام 1997. كانت العلاقة المشحونة بين بلير وبراون موضع الكثير من الجدل والتكهنات منذ عام 1994.
سنت حكومات بلير إصلاحات دستورية، وأزالت النبلاء الوراثيين من مجلس اللوردات، في حين أسست المحكمة العليا في المملكة المتحدة وأصلحت مكتب اللورد المستشار (وبالتالي فصل السلطات القضائية عن السلطتين التشريعية والتنفيذية). أجرت حكومته استفتاءات صوت فيها الناخبون الاسكتلنديون والويلزيون لصالح تفويض الإدارة، مما مهد الطريق لإنشاء البرلمان الإسكتلندي والجمعية الويلزية في عام 1999. شارك أيضًا في التفاوض على اتفاقية الجمعة العظيمة. شهدت الفترة التي قضاها في منصبه نموًا اقتصاديًا مستمرًا، ولكن هذا النمو أصبح يعتمد بشكل متزايد على الديون المتزايدة. في عام 1997 منحت حكومته بنك إنجلترا سلطات لتحديد أسعار الفائدة بصورة مستقلة، وأشرف لاحقًا على زيادة كبيرة في الإنفاق العام، لا سيما في مجال الرعاية الصحية والتعليم. أيد التعددية الثقافية، وبين عامي 1997 و2007، ارتفعت الهجرة بصورة ملحوظة، وخاصة بعد أن رحبت حكومته بالهجرة من الدول الأعضاء الجدد في الاتحاد الأوروبي في عام 2004. وفر ذلك عمالة رخيصة ومرنة، لكنه أدى أيضًا إلى تأجيج الشكوكية الأوروبية، خاصة بين بعض الناخبين الأساسيين في حزبه. كانت سياساته الاجتماعية الأخرى تقدمية بشكل عام، وقدم قانون الحد الأدنى الوطني للأجور لعام 1998، وقانون حقوق الإنسان لعام 1998، وقانون حرية المعلومات لعام 2000، وفي عام 2004 سمح للأزواج المثليين بالدخول في شراكات مدنية. ومع ذلك، أعلن أنه «صارم مع الجريمة، صارم فيما يتعلق بأسباب الجريمة» وأشرف على زيادة معدلات السجن، وتشريع جديد للسلوك المعادي للمجتمع، على الرغم من الأدلة المتناقضة حول التغيير في معدلات الجريمة.
أشرف بلير على التدخلات البريطانية في كوسوفو (1999) وسيراليون (2000)، والتي نُظر إليها عمومًا على أنها ناجحة. خلال الحرب على الإرهاب، أيد السياسة الخارجية لإدارة جورج دبليو بوش وتأكد من مشاركة القوات المسلحة البريطانية في الحرب في أفغانستان منذ عام 2001، والأكثر إثارة للجدل، غزو العراق عام 2003. قال بلير إن نظام صدام حسين امتلك برنامج أسلحة دمار شامل نشط، ولكن لم يعثروا على أي مخزون أو برنامج لأسلحة الدمار الشامل في العراق. لم تحظَ حرب العراق بشعبية بين الجمهور البريطاني، وتعرضت لانتقادات من قبل المعارضين و(في عام 2016) شُكلت لجنة التحقيق في العراق للتحقيق في الغزو غير المبرر وغير الضروري. كان في منصبه عندما وقعت تفجيرات لندن 7 يوليو 2005 وقدم مجموعة من التشريعات لمكافحة الإرهاب. ما يزال إرثه مثيرًا للجدل، لأسباب ليس أقلها حرب أفغانستان والعراق. على الرغم من نجاحاته وإصلاحاته الانتخابية، فقد تعرض أيضًا لانتقادات بسبب علاقته بوسائل الإعلام، ومركزية السلطات التنفيذية، وجوانب سياساته الاجتماعية والاقتصادية.

## سياسات

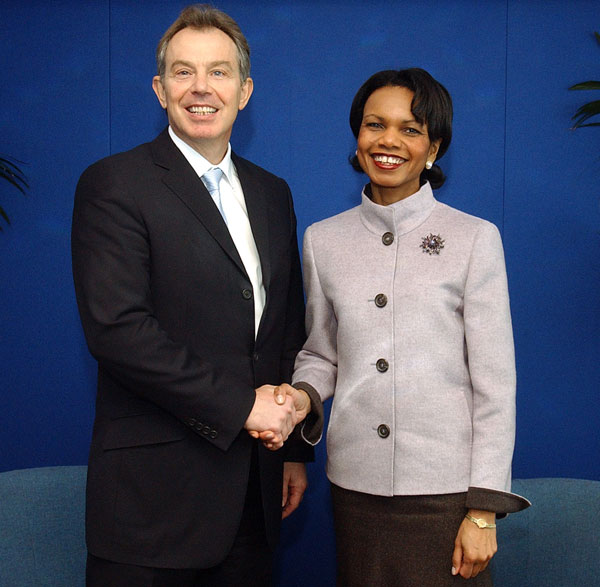
وزيرة الخارجية الأمريكية كونداليزا رايس تلتقي رئيس الوزراء البريطاني توني بلير - لندن

### الإصلاحات الاجتماعية
في عام 2001 قال بلير: «نحن حزب اليسار المعتدل، نسعى لتحقيق الرخاء الاقتصادي والعدالة الاجتماعية كشركاء وليس كأضداد». نادرًا ما طبق بلير مثل هذه التسميات على نفسه، لكنه وعد قبل انتخابات عام 1997 بأن حزب العمال الجديد سيحكم «من الوسط الراديكالي»، وباعتباره عضوًا منذ زمن طويل في حزب العمال فقد وصف نفسه دائمًا بأنه ديمقراطي اشتراكي. لكن في مقال رأي عام 2007 في صحيفة الغارديان، وصف المعلق اليساري نيل لوسون بلير على أنه وسط اليمين. وجد استطلاع للرأي أجرته يوجوف في 2005 أن أغلبية صغيرة من الناخبين البريطانيين، من بينهم العديد من مؤيدي حزب العمال الجديد، وضعوا بلير على يمين الطيف السياسي. ومن ناحية أخرى زعمت صحيفة فاينانشال تايمز أن بلير ليس محافظًا، بل شعبويًا.
يميل النقاد والمعجبون إلى الاتفاق على أن نجاح بلير الانتخابي استند إلى قدرته على احتلال الصدارة وجذب الناخبين من مختلف الأطياف السياسية، إلى الحد الذي جعله يتعارض بشكل أساسي مع القيم التقليدية لحزب العمال. جادل بعض النقاد اليساريين، مثل مايك ماركوسي في عام 2001، بأن بلير أشرف على المرحلة الأخيرة من تحول حزب العمال على المدى الطويل إلى اليمين.
هناك بعض الأدلة على أن هيمنة بلير الطويلة الأمد على الوسط أجبرت خصومه من المحافظين على الاتجاه نحو اليسار لتحدي هيمنته هناك. يقدّر المحافظون البارزون في حقبة ما بعد حزب العمال الجديد بلير تقديرًا عاليًا: يصفه جورج أوسبورن بأنه «السيد»، ويعتقد ميخائيل غوف أن لديه «الحق في احترام المحافظين» في فبراير 2003، بينما ورد أن ديفيد كاميرون احتفظ ببلير كمستشار غير رسمي.
زاد بلير من سلطات الشرطة بإضافة عدد الجرائم التي تستوجب التوقيف، والتسجيل الإجباري للحمض النووي واستخدام أوامر التشتيت. في ظل حكومة بلير، ازدادت كمية التشريعات الجديدة مما أثار انتقادات. وقدم أيضًا تشريعات صارمة لمكافحة الإرهاب وبطاقات الهوية.

### السياسات الاقتصادية
أثناء فترة رئاسته للوزراء، رفع بلير برفع الضرائب، وقدم حدًا أدنى وطنيًا للأجور وبعض حقوق العمالة الجديدة (مع الإبقاء على إصلاحات مارغريت تاتشر النقابية)، وقدم إصلاحات دستورية هامة، وعزز حقوق جديدة للمثليين في قانون الشراكة المدنية لعام 2004، ووقعت معاهدات لدمج بريطانيا بشكل أوثق مع الاتحاد الأوروبي. وقدم إصلاحات ضخمة قائمة على السوق في قطاعي التعليم والصحة، وأدخل رسومًا دراسية للطلاب وسعى إلى تخفيض فئات معينة من مدفوعات الرعاية الاجتماعية. لم يغير خصخصة السكك الحديدية التي سنها سلفه جون ميجر وبدلًا من ذلك عزز التنظيم (من خلال إنشاء مكتب تنظيم السكك الحديدية) والحد من ارتفاع الأسعار إلى التضخم +1%.
رفع بلير وبراون الإنفاق على خدمة الصحة الوطنية والخدمات العامة الأخرى، وزادا الإنفاق من 39.9% من الناتج المحلي الإجمالي إلى 48.1% في 2010-2011. وتعهدا في عام 2001 برفع إنفاق خدمة الصحة الوطنية إلى مستويات الدول الأوروبية الأخرى، وضاعفوا الإنفاق بالقيمة الحقيقية إلى أكثر من 100 مليار جنيه إسترليني في إنجلترا وحدها.

## التعليم والعمل
درس القانون، وعمل في المحاماة في الفترة ما بين 1976 -1983 ، ليقتحم بعدها العمل السياسي مع حزب العمال.
ترقى في العمل السياسي تحت مظلة حزب العمال، وكان يمثل جيلاً جديداً في الحزب، وقد تولى العديد من المناصب داخل البرلمان مثل الناطق باسم المعارضة للشؤون المالية، ونائب الناطق باسم المعارضة لشؤون التجارة والصناعة.
وفي سنة 1992 انتخب لعضوية اللجنة التنفيذية القومية لحزب العمال ثم رئيساً لحزب العمال بعد وفاة رئيسه جون سميث سنة 1994. واستطاع أن يقود حزب العمال لتحقيق نصر في الانتخابات العامة اعتبر من أكبر انتصارات الحزب حيث فاز بنسبة 45% من أصوات الناخبين، كما فاز الحزب بأغلبية المقاعد في مجلس العموم.
واصل السياسة البريطانية المطابقة للسياسة الأميركية في ما يتعلق بقضية الحصار على العراق ، والتفتيش على أسلحته، والإبقاء على منطقتي الحظر الجوي شمالي العراق وجنوبه. ومن الطريف أن المشاركة البريطانية في الغارات الأخيرة على العراق لقيت معارضة في الحكومة وفي صفوف حزب العمال ولكن حزب المحافظين المعارض أيدها بقوة.

## رئاسة الوزراء
فاز بثلاث ولايات متتالية، مما اعتبر أكثر الزعامات العمالية بقاء في منصب رئاسة الوزراء، والثاني بعد رئيسة الوزراء السابقة مارغريت ثاتشر، خصوصا بعد استقالته من منصبه في عام 2007، وذلك لما يواجهه من متاعب من الناخب البريطاني، وأعضاء حزب العمال نفسه، بسبب اتباعه للسياسات الأمريكية، والخسائر التي يتكبدها الجيش البريطاني في كل من أفغانستان والعراق، وبعد أن أصبحت بريطانيا، مهددة بهجمات إرهابية خصوصا بعد تفجيرات ميترو الأنفاق في لندن.
وقد استقال من رئاسة الوزراء في 27 يونيو 2007 وذلك بعد أن استقال من زعامة الحزب العمالي، وخلفه في رئاسة الحزب ورئاسة الوزراء وزير المالية في حكومته جوردون براون. وفي نفس يوم استقالته عين مبعوثاً دولياً للجنة الرباعية الدولية الخاصة بالسلام بالشرق الأوسط. ولذلك قدم استقالته من البرلمان البريطاني أيضا. وصدر له كتاب باسم "journey" في سبتمبر 2010 الذي قام بلير بكتابته بنفسه.